# Uromastyx ocellata
Uromastyx ocellata är en ödleart som beskrevs av  Lichtenstein 1823. Uromastyx ocellata ingår i släktet dabbagamer, och familjen agamer. IUCN kategoriserar arten globalt som livskraftig. Inga underarter finns listade i Catalogue of Life.

## Bildgalleri

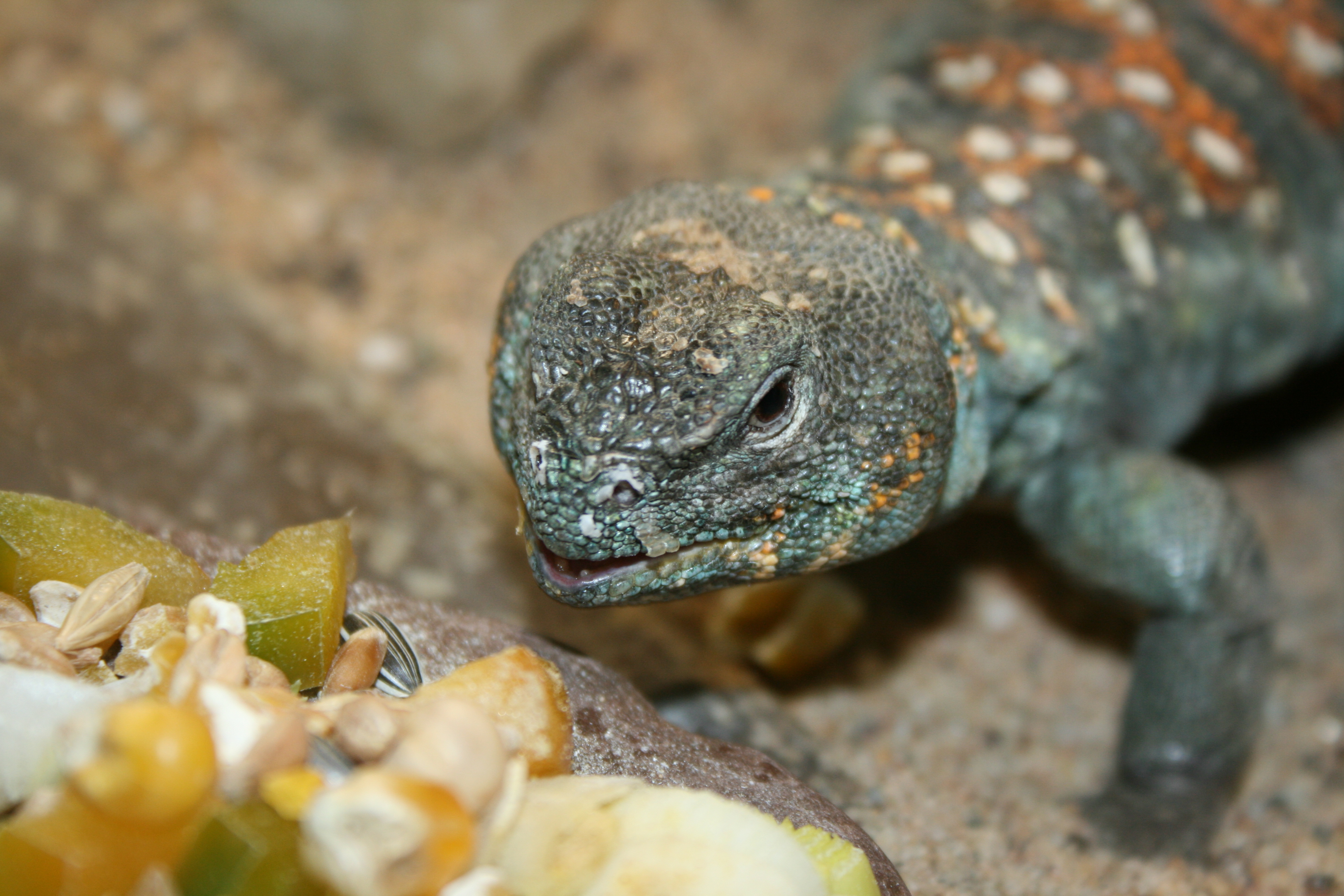